# Fórmula
|  | Per a altres significats, vegeu «Fórmula (desambiguació)». |

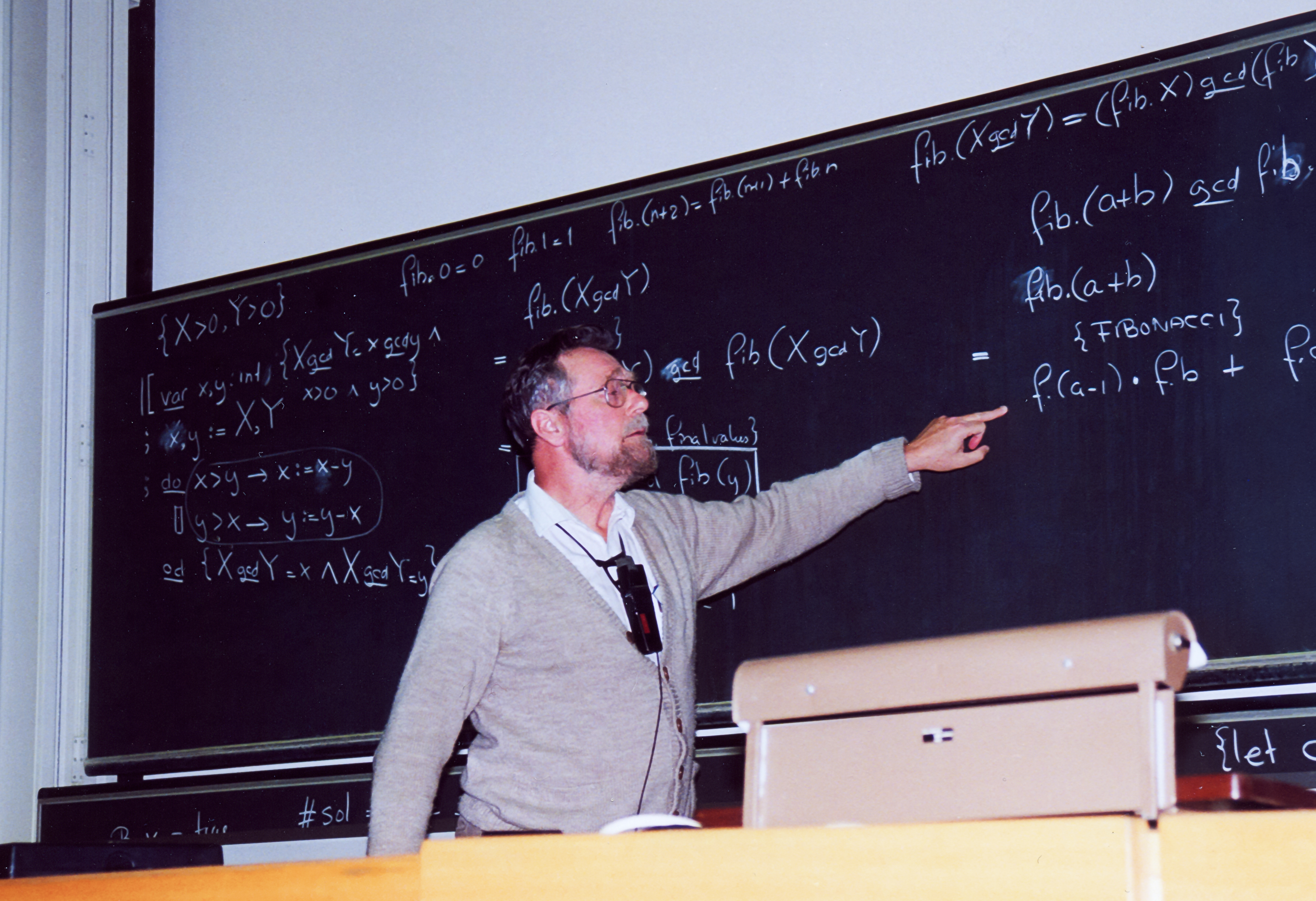
Una de les figure més influents de la generació fundacional de les ciències de la computació, Edsger Dijkstra en una pissarra durant una conferència a ETH Zürich l'any 1994. En les paraules del mateix Dijkstra, "Una imatge val més que mil paraules, una fórmula val més que mil imatges."

En matemàtiques i en general en totes les ciències, una fórmula és una manera breu d'expressar informació de manera simbòlica, com ara en una identitat matemàtica, una relació entre quantitats, o una fórmula química. Una de les fórmules més famoses és la d'Albert Einstein que relaciona la matèria i l'energia: {\displaystyle E=mc^{2}}.

## Definició formal
Sigui donat un conjunt E i una funció de pes p: E →N, una fórmula és un paraula extreta de E obtinguda segons les dues regles de construcció següents:
1. un sol element de E de pes 0 és una fórmula ;
2. si t és un element de pes n, per tota sèrie de n fórmules F1, F2, ...., Fn, la paraula concatenada tF1F2....Fn és una fórmula.

Es reconeixen les « paraules significatives » que formen un subconjunt del monoide lliure Lo(E) construït sobre E · .
La notació teòrica introduïda aquí és l'anomenada de Lukasiewicz o « notació polonesa » ; però la notació utilitzada habitualment en àlgebra i en anàlisi és la que utilitza parèntesis t(F2, ...., Fn) ; si t és de pes 2, s'escriu (F1)t(F2) en lloc de tF1F2, i
[r(F1, ...., Fm)] t [s(G1, ...., Gn)] en lloc de trF1 ....FmsG1....Gn.
Sigui F una fórmula donada, tot interval de F que és una fórmula n'és una sub-fórmula. Així, F1, rF1....Fm, sG1....Gn són subfórmules de trF1 ....FmsG1....Gn.
Si F = tF1F2....Fn, les Fi 1≤i≤n són les subfórmules immediates de F.
En tot conjunt de fórmules, la relació binària « F és una subfórmula de G » és una relació d'ordre : reflexiva, antisimètrica i transitiva.

## En matemàtiques

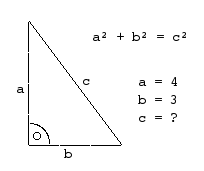
El teorema de Pitàgores per a triangles rectangles s'expressa amb una fórmula.

En matemàtiques una fórmula és una igualtat matemàtica que relaciona constants o variables i que sovint s'expressa mitjançant una relació entre expressions algebraiques. Per exemple, el problema de determinar el volum d'una esfera es pot resoldre mitjançant el càlcul integral, i el resultat és que si es coneix el radi r de l'esfera llavors el seu volum V s'obté d'acord amb la fórmula 
{\displaystyle V={\frac {4}{3}}\pi r^{3}.}
Havent obtingut aquest resultat, es pot calcular el volum de qualsevol esfera sempre i quan el radi sigui conegut. Les quantitats, o més generalment objectes, que apareixen en una fórmula se solen representar amb lletres majúscules ({\displaystyle V=volum}), lletres minúscules ({\displaystyle r=radi}), lletres gregues ({\displaystyle \pi =3,14159265...}) o d'altres alfabets, i altres símbols (Σ representa la suma de diverses quantitats similars, una fletxa sobre una lletra indica que es tracta d'un vector, {\displaystyle \textstyle {\overrightarrow {a}}}, un punt sobre una lletra n'indica la derivada respecte del temps, {\displaystyle \textstyle {\dot {x}}}, etc.). De vegades és necessari l'ús de subíndexs ({\displaystyle x_{1},x_{2},...}) i superíndexs ({\displaystyle x^{2},x^{3},...}). Aquests convenis, tot i que són menys importants en fórmules relativament simples, permeten als matemàtics manipular fórmules més llargues i complexes. Sovint, les fórmules matemàtiques són algebraiques, analítiques o en forma tancada.
En un context general, sovint les fórmules representen models matemàtics de fenònmens del món real, i com a tals es poden utilitzar per proporcionar solucions (o solucions aproximades) a problemes del món real, alguns més generals que altres. Per exemple, la fórmula
{\displaystyle F=ma}
és una expressió de la segona llei de Newton, i és aplicable a un ampli ventall de situacions físiques. Es poden crear altres fórmules, com l'ús de l'equació d'una ona sinusoidal per modelar el moviement de les marees en una badia, per solucionar problemes particulars. En tots els casos, tanmateix, les fórmules són la base dels càlculs.
Les expressions matemàtiques es diferencien de les fórmules en tant que no contenen el signe igual (=). Les expressions poden estar relacionades amb frases igual que les fórmules es poden relacionar amb les oracions gramaticals.
Les expressions matemàtiques consten d'un conjunt de símbols de l'alfabet, que en una expressió matemàtica inclouen:
- Constants i variables, existeixen diverses maneres de designar aquest tipus d'entitats:
  - Números, que són un tipus de constants.
  - Lletres de l'alfabet llatí, que s'utilitzen per anomenar tant les constants com les variables.
  - Lletres de l'alfabet grec, usats similarment a les anteriors.
- Funcions i predicats; entre aquest conjunt de símbols s'utilitzen alguns específics per:
  - Operadors, que solen interpretar-se com a funcions, per exemple la suma + o el producte · poden ser enteses com funcions de dos arguments.
- Símbols lògics
  - Connectives lògiques ({\displaystyle \lor ,\leftarrow ,\land ,\top ,\dots })
  - Quantificadors lògics. (∀; ∃)
- Signes de puntuació, separadors i divisors horitzontals i verticals.
- Altres símbols de creació exclusiva per a aquest llenguatge, com {\displaystyle \int ,\emptyset ,} per a la integral i el conjunt buit, entre molts d'altres.

### En lògica matemàtica
En lògica matemàtica, una fórmula (sovint anomenada fórmula ben formada) és una entitat construïda utilitzant els símbols i les normes de formació d'un llenguatge formal donat. Per exemple, en lògica de primer ordre,
{\displaystyle \forall x\forall y(P(f(x))\rightarrow \neg (P(x)\rightarrow Q(f(y),x,z)))}
és una fórmula, ja que {\displaystyle f} és un símbol funcional unari, {\displaystyle P} és un símbol predicatiu unari, i {\displaystyle Q} és un símbol predicatiu ternari.

## En ciències naturals

Fórmules que expressen les lleis de Newton.

En física, química i altres ciències, una fórmula relaciona els valors de diferents variables; algunes d'aquestes poden ser mesurables més fàcilment que d'altres, de manera que la fórmula subministra una solució matemàtica per a un problema del món real.
Per exemple, la segona llei de Newton es pot expressar-se amb la fórmula {\displaystyle F=ma}; és aplicable a un rang molt ampli de situacions físiques i permet calcular unes variables a partir d'altres conegudes o predir el comportament d'un sistema físic.
Els dos termes d'una fórmula que relacioni quantitats físiques han de tenir les mateixes dimensions, és a dir, les mateixes unitats de mesura.
Sovint les fórmules van acompanyades de les corresponents unitats. En l'exemple anterior de l'esfera, si {\displaystyle r=2,0\ cm}, el resultat per al volum és:
{\displaystyle V={\frac {4}{3}}\pi (2.0\,{\mbox{cm}})^{3}\simeq 33,51\,{\mbox{cm}}^{3}.}

## Fórmules químiques
En la química moderna, una fórmula química és una forma d'expressar informació sobre les proporcions d'àtom que constitueixen un compost químic concret, utilitzant una sola línia de símbols d'elements, números i, de vegades, altres símbols, com parèntesis, claudàtors i signes més (+) i menys (-). Per exemple, H2O és la fórmula química de l'aigua, especificant que cada molècula consta de dos àtoms dhidrogen (H) i d'un àtom d'oxigen (O). De la mateixa manera, O-3 indica una molècula d'ozó formada por tres àtoms d'oxigen i una càrrega negativa neta.
Una fórmula química identifica cada element constituent pel seu símbol químic i indica el nombre proporcional d'àtoms de cada element.
En les fórmules empíriques, aquestes proporcions comencen amb un element clau i llavors assignen nombre d'àtoms dels altres elements en el compost, com proporcions a l'element clau. En els compostos moleculars, aquestes proporcions sempre poden expressar-se com nombre enters. Per exemple, la fórmula empírica de l'età pot escriure's C2H6O, perquè totes les molècules d'etanol contenen dos àtoms de carboni, sis àtoms d'hidrogen i un àtom d'oxigen. Alguns tipus de compostos iònics, no obstant això, no poden escriure's com a fórmules empíriques que continguin només nombres enters. Un exemple és el carbur de bor, la fórmula del qual, CBn, és una relació variable de nombres no enters, amb n oscil·lant entre el 4 i el 6,5.
Quan el compost químic de la fórmula està format per molècules simples, les fórmules químiques solen emplear formes per suggerir l'estructura de la molècula. Existeixen diversos tipus de fórmules, entre les que s'inclouen les fórmules moleculars i les fórmules condensades. Una fórmula molecular enumera el nombre d'àtoms per reflectir els de la molècula, així doncs la fórmula molecular de la glucosa és C6H12O6 en lloc de la fórmula empírica de la glucosa, que és CH2O. Excepte en el cas de les substàncies molt simples, les fórmules químiques moleculars no contenen generalment la informació estructural necessària, i en ocasions fins i tot poden ser ambígües.
Una fórmula estructural és un dibuix que mostra la ubicació de cada àtom i a quins àtoms s'uneix.

## En informàtica
En informàtica una fórmula descriu típicament un càlcul numèric que s'ha de realitzar sobre una o diverses variables. Sovint, les fórmules tenen el format implícit d'una comanda com ara
{\displaystyle graus\_Celsius=(5/9)*(graus\_Fahrenheit-32)}
En el cas d'un full de càlcul, una fórmula és habitualment una cadena de text que conté referències a cel·les, com ara
= A1+A2
on A1 i A2 descriuen dues cel·les del full de càlcul. El resultat apareixerà a la cel·la que conté aquesta fórmula; per exemple, si estigués a l'A3, sota dels valors anteriors, l'expressió abans escrita seria una forma abreujada de dir A3 = A1+A2.

## En ciències socials
En economia, sociologia, psicologia i altres ciències socials també s'empren fórmules que relacionen les magnituds pròpies d'aquestes branques del coneixement.
Per exemple, la llei d'Okun es pot expressar de la forma següent:
{\displaystyle ({\overline {Y}}-Y)/{\overline {Y}}=c(u-{\overline {u}})}, on:
{\displaystyle {\overline {Y}}} és el PIB de plena ocupació o producció potencial, Y és el PIB real, {\displaystyle {\overline {u}}} és la taxa natural d'atur, u és la taxa real d'atur, i c és el factor de proporcionalitat que relaciona els canvis en la desocupació amb els canvis en la producció.

## Unitats
Les fórmules utilitzades en la ciència gairebé sempre requereixen l'elecció d'unes certes unitats. Les fórmules s'utilitzen per expressar relacions entre diverses quantitats, com la temperatura, la massa o la càrrega en física; l'oferta, el benefici o la demanda en economia; o una àmplia gamma d'altres quantitats en altres disciplines.
Un exemple de fórmula utilitzada en ciència és la fórmula d'Entropia de Boltzmann. En mecànica estadística, és una equació de probabilitat que relaciona l'entropia S d'un gas ideal amb la quantitat W, que és el nombre de microestats corresponents a un macroestat donat:
{\displaystyle S=k\cdot \log W}           (1) S= k ln W
on k és la constant de Boltzmann igual a 1.38062 x 10-23 joule/kelvin, i W és el nombre de microestats consistents amb el macroestat donat.